# ぼいトレ!
『ぼいトレ!』は、PONPONによる漫画作品。コミック0EX (ゼロエクス) 2008年12月号(vol.12)から2009年8月号(vol.20)まで隔月連載された。

## 登場人物
木野里志（きのさとし）
この作品の主人公。針美谷エリのファンだったが、"個人面接"の結果、マネージャーとして採用される。エリの『中の人』が11歳の少女と知る数少ない人物の一人でもある。
針美谷エリ(はりみや えり)
ファンの前に未だ素性を明らかにしていない超人気天才○学生アイドル声優。
森衛結衣（もりえゆい）
針美谷エリの『外の人』。
社長
針美谷エリが所属する『シアトルプロ』の社長。

## 書誌情報
- PONPON『ぼいトレ!』 コアマガジン社〈ホットミルクコミックス〉、全1巻
- ぼいトレ!（コアマガジン、2009年9月10日発売） ISBN 9784862526908